# Супхот Паніч
Супхот Паніч (тай. สุพจน์ พานิช, нар. 20 липня 1936, Бангкок) — таїландський футболіст, що грав на позиції півзахисника у складі збірної Таїланду на кількох міжнародних турнірах.

## Кар'єра футболіста
Дані за виступи на клубному рівні Супхота Паніча відсутні. У 60-х роках ХХ століття футболіст виступав у складі національної збірної Таїланду, грав на футбольному турнірі Азійських ігор 1966 року. У 1968 році Супхот грав у складі олімпійської збірної Таїланду на літніх Олімпійських іграх 1968 року, де провів усі 3 матчі.